# Molossus ater
El murciélago mastín negro (Molossus ater), también denominado moloso castaño grande, es una especie de murciélago de la familia Molossidae. Habita en  Argentina, Belice, Bolivia, Brasil, Colombia, Costa Rica, Ecuador, El Salvador, Guatemala, Guayana Francesa, Guyana, Honduras, México, Nicaragua, Panamá, Paraguay, Perú, Surinam, Trinidad y Tobago y Uruguay.

## Importancia sanitaria
Esta especie es  considerada de importancia ecológica ya que contribuyen de manera importante al controlar las poblaciones de insectos como moscas y mosquitos, regulan las poblaciones de coleópteros e insectos en cultivos siendo beneficiosos para la agricultura, su excremento es usado como fertilizante para plantas y alimento para animales acuáticos. En casos aislados se ha presentado como vector biológico de la rabia.